# Aldrighetto di Castelbarco

Stemma araldico della famiglia Castelbarco presso il transetto meridionale della cattedrale di Trento.

Aldrighetto di Castelbarco detto Aldrighetto I (XII secolo – Verona, ...) è stato un condottiero italiano appartenente alla famiglia dei Castelbarco.

## Biografia
Ebbe la nomina di vassallo da parte del Vescovo di Trento e visse nel maniero di famiglia presso Avio.
Nel 1166 distrusse il castello di Ala impadronendosi del luogo e tentando senza successo di conquistare ai Castelnuovo il Castello di Castellano: bisognerà aspettare il 1266 con Guglielmo da Castelbarco la conquista del Castello di Castellano.
Successivamente fu impegnato in una lotta contro il vescovo Adelpreto II per motivi di possedimenti territoriali. Questa lotta terminò nel 1177 con l'organizzazione di congiura contro il vescovo che lo aspettava a Arco per un tentativo di riappacificazione, terminata nell'omicidio di quest'ultimo.
Pentitosi dell'assassinio si ritirò presso il monastero di San Giorgio in Braida a Verona dove morì.